# Жуйков, Михаил Александрович
Михаил Александрович Жуйков (1904, Тёплая Гора — 1962, Москва) — советский деятель органов внутренних дел, начальник Саратовской 5-й школы РКМ ГУМ и УР (1930—1932), комиссар милиции 3-го ранга.

## Биография
Михаил Александрович Жуйков родился в 1904 году в посёлке Тёплая Гора Пермской железной дороги в семье железнодорожников.
- На 1929 год — старший инспектор административного отдела Нижне-Волжского края.
- 1930 год — 1932 год — начальник Саратовской 5-й школы РКМ ГУР и УМ.
- 1938 год — 1939 год — начальник Главного управления уголовного розыска[1]. В это время разработал положение «О работе милиции по борьбе с уголовной преступностью» и «Инструкцию о порядке учета уголовных преступлений по способам их совершения»[2].
- 1940 год — 1941 год — исполняющий обязанности начальника отдела милиции ДТО НКВД Одесской железной дороги.
- 1942 год — 1953 год — последовательно начальник отдела милиции ТО НКВД Куйбышевской железной дороги, затем сотрудник транспортной милиции ТО НКВД Кавказского округа путей сообщения, заместитель начальника 6-го управления МВД СССР (контрразведка на транспорте)[3].
- 1953 год — 1954 год — начальник управления транспортной милиции МВД СССР.
- С 1954 года — начальник управления транспортной милиции главного управления милиции МВД СССР.

Умер в 1962 году в Москве.

## Звания
- лейтенант милиции (09.09.1936)
- старший лейтенант милиции (09.11.1937)
- капитан милиции (21.04.1939)
- подполковник милиции (11.02.1943)
- комиссар милиции 3 ранга (14.12.1944)

## Награды
- Орден Красного Знамени[4]
- Орден Красной Звезды (30.09.1943)[5][6]
- Орден «Знак Почёта» (14.12.1944)
- Медали